# Fausto
Pour les articles homonymes, voir Fausto (homonymie).
Pour plus de détails, voir Fiche technique et Distribution.
Fausto est un film français réalisé par Rémy Duchemin, présenté en 1993.

## Synopsis
Dans la France de la première moitié des années soixante, les parents de Fausto meurent dans un accident niais. À l’orphelinat où il est recueilli, ce ne sont que brimades et bizutages jusqu'à rencontrer le gros Raymond, pétomane sentimental à la recherche d’un ami. Les confidences surgissent. Un lien fort se crée. Ils sont placés en apprentissage dans le Sentier à Paris.
Fausto, placé chez un tailleur hableur et bossu, devient célèbre en réalisant des costumes hors normes et a une romance rose bonbon avec la fille du garagiste pour lequel travaille Raymond.

## Fiche technique
- Titre du film : Fausto
- Réalisation : Rémy Duchemin
- Scénario : Richard Morgiève (dialogues) et Rémy Duchemin
- D'après le roman de Richard Morgiève, Fausto publié en 1990
- Photographie : Yves Lafaye
- Musique : Denis Barbier
- Son : Michel Kharat et Thierry Delor
- Montage : Maryline Monthieux
- Producteur délégué : Joël Foulon
- Pays de production:  France
- Format couleur - 35 mm - son Dolby
- Genre : Comédie
- Durée : France : 82 minutes (1 h 22) ; États-Unis : 89 minutes
- Date de sortie : 
  - France : 22 septembre 1993

## Distribution
- Kên Higelin : Fausto Barbarico
- Jean Yanne : Mietek Breslauer
- Florence Darel : Tonie
- François Hauteserre : Raymond
- Maurice Bénichou : Lucien
- Bruce Myers : Roger
- Maïté Nahyr : Rivka
- François Chattot : Le Directeur
- Alfred Cohen : Le chef